# Sichuanais (ethnie)
Les Sichuanais sont un sous-groupe de l'ethnie Han et un peuple originaire des anciens royaumes de Ba et de Shu, qui couvrent l'actuelle province du Sichuan et la ville de Chongqing.

## Histoire
À partir du IXe siècle av. J.-C., les royaumes de Shu (dans la plaine de Chengdu) et de Ba (qui avait sa première capitale dans la ville d'Enshi dans la province du Hubei et contrôlait une partie de la vallée de Han) ont émergé comme des centres culturels et administratifs où deux royaumes étaient rivaux établis, qui ont été détruits en 316 av. J.-C. par l'État de Qin. Après la conquête par Qin des six États combattants, l'empire nouvellement formé a procédé à une réinstallation forcée. La langue bashu, maintenant éteinte, est dérivée de la langue des colons de l'ère Qin et représente la plus ancienne division documentée du chinois médiéval.
La majeure partie du centre du Sichuan était habitée par les Dai, qui formaient la classe des serfs et constituait la grande majorité de la population. Plus tard, ils ont été complètement sichuanisés, adoptant la langue locale. Au cours des dynasties Sui (581–618), Tang (618–907), et de la période du Shu antérieur (907–925) et du Shu postérieur (934–965), un grand nombre de familles de marchands étrangers de la Sogdiane, de la Perse et d'autres pays ont migré vers le Sichuan.
Au cours des dynasties Yuan (1271–1368) et Ming (1368–1644), la population du Sichuan avait décliné en raison de l'immigration, de la déportation et de la fuite des réfugiés fuyant la guerre et la peste, les nouveaux colons ou ceux qui sont revenus des provinces actuelles du Hunan, du Hubei, du Guangdong et du Jiangxi, remplaçant la langue bashu par différentes langues qu'ils ont adoptées des régions susmentionnées pour former une nouvelle langue standard,,.

### Histoire récente
De nombreux travailleurs migrants des régions rurales du Sichuan ont migré vers d'autres régions du pays, où ils sont souvent confrontés à des discriminations en matière d'emploi, de logement, etcétéra. Cela est dû à la politique d'enregistrement des familles de la Chine (connue sous le nom de hukou), et les habitants du centre-ouest de la Chine sont confrontés au même problème.